# Paullinia splendida
Paullinia splendida är en kinesträdsväxtart som beskrevs av Richard Evans Schultes. Paullinia splendida ingår i släktet Paullinia och familjen kinesträdsväxter. Inga underarter finns listade i Catalogue of Life.